# (221949) 1993 SJ9
1993 أس جاي 9 (ويعرف أيضًا باسم (221949) 1993 أس جاي 9 وفق تسمية الكوكب الصغير) (بالإنجليزية: 1993 SJ9)‏ هو كويكب ضمن حزام الكويكبات؛ وترتيبه 221949 من حيث الاكتشاف.
اكتُشف هذا الجُرم الفلكي بواسطة إيريك والتر إلست في 22 سبتمبر 1993.

## وصلات خارجية
- (221949) 1993 SJ9 في قاعدة بيانات مختبر الدفع النفاث لأجرام النظام الشمسي الصغيرة

- الاكتشاف · مخطط المدار ·  العناصر المدارية · المعلمات المادية

- (221949) 1993 SJ9 على موقع ويكي سكاي: DSS2, SDSS, GALEX, IRAS, Hydrogen α, X-Ray, Astrophoto, Sky Map, Articles and images